# Выбор критиков (кинопремия)
«Вы́бор кри́тиков» (англ. Critics’ Choice Awards) — американская кинопремия, присуждаемая Ассоциацией кинокритиков. Церемония проводится в январе, поэтому считается своеобразной «подготовкой» к церемонии вручения наград кинопремии «Оскар», проводимой, как правило, в феврале. CCA считается одной из самых престижных кинопремий США.

## История
В декабре 1995 года два кинокритика Джои Берлин и Род Лурье решили организовать новую голливудскую церемонию вручения наград. Как объяснял впоследствии Берлин, к этой идее их подтолкнуло осознание того факта, что огромную роль в мире кино играют журналисты, работающие на радио и телевидении, поскольку они еженедельно посещают различные пресс-конференции и доносят новости до огромного числа зрителей и слушателей, зачастую при этом не являясь даже членами Национального общества кинокритиков, Национального совета кинокритиков США или HFPA. По его словам, изначально они рассчитывали на телевидение и рассматривали своё шоу как конкурента церемонии вручения премии «Золотой глобус». А Лурье напоминал об одержимости кино французским режиссёром Франсуа Трюффо, выражавшей «радость или душевную боль кинопроизводства», и возлагал надежду на схожий подход при голосовании.
На организацию первой церемонии ушло около трёх недель. Берлин и Лурье просто обратились к своим коллегам, с которыми они часто общались. Коллеги поддержали данную инициативу и уже вскоре набралось 44 участника. Следующим шагом стало обращение к студиям и пресс-агентам, чья поддержка помогла организовать 17 номинаций в соответствующих категориях в первый же год. Четырнадцать победителей пришли лично забрать свои награды. Первая церемония прошла в январе 1996 года в отеле Sofitel, на которой Пол Сорвино вручил своей дочери Мире премию за фильм «Великая Афродита», вслед за которой последовал ещё ряд наград и номинаций на различные кинопремии.

## Трансляция
В 2012 году стало известно о приобретении телесетью The CW прав на трансляцию 18-й церемонии вручения премии.